# Шупликац, Стеван
Стеван Шупликац (серб. Стеван Шупљикац, 1786—1848) — австрийский военный, воевода сербский.
Стеван Шупликац родился в 1786 году в Петринье. В 1805 году вступил в австрийскую армию. После образования в 1809 году Иллирийских провинций перешёл во французскую армию, в 1812 году участвовал в составе вспомогательных хорватских полков в походе Наполеона в Россию, где стал кавалером ордена почётного легиона.
После разгрома Наполеона с 1814 года Стеван Шупликац вновь стал военнослужащим австрийской армии, командовал размещённым в Банате и Лике Огулинским полком. Затем стал командиром бригады под началом Йозефа Радецкого, был награждён большим крестом Ордена Железной короны. В 1848 году участвовал в подавлении революции в Италии.
Сербы, собравшиеся в южной части Австрийской империи в мае 1848 года на народный сход, провозгласили создание автономной Сербской Воеводины, и избрали Стевана Шупликаца воеводой сербским. Осенью 1848 года венский двор согласился с назначением Шупликаца воеводой, и тот занялся организацией сопротивления восставшим венграм, однако вскоре (15 декабря) скончался в Панчево.